# Seniūnija

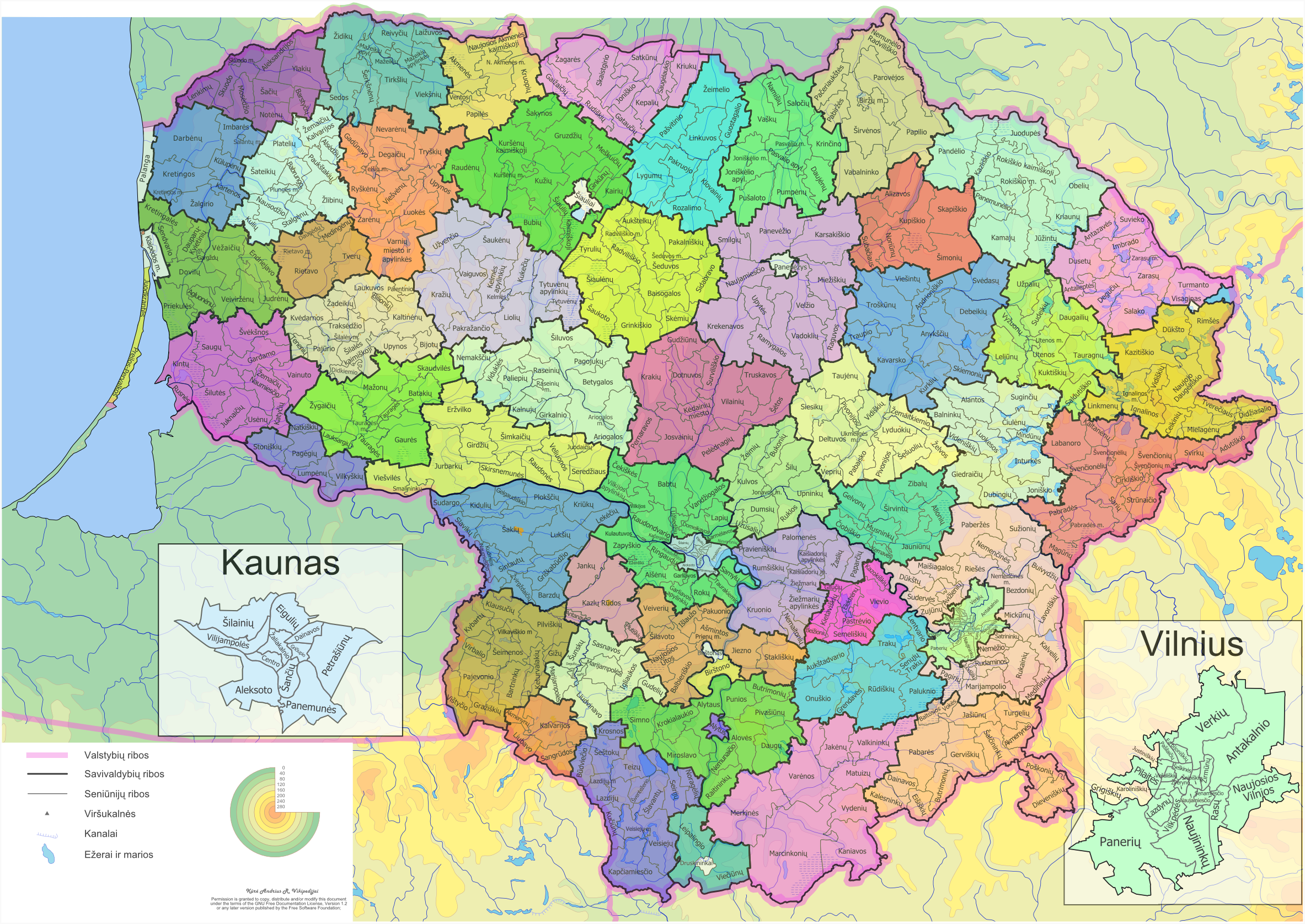
Mapa dos 546 seniūnijos da Lituânia.

Seniūnija (plural : seniūnijos) é a mais pequena divisão administrativa da Lituânia, e corresponde literalmente a um "conselho de veteranos".
Um seniūnija pode ser uma pequena região com algumas aldeias, uma pequena aglomeração, uma cidade média ou parte de uma cidade maior. A área e a população dos seniūnijos depende da sua localização.
Um pequeno número de seniūnijos formam por sua vez um município.
Há 546 seniūnijos na atualidade. Correspondem ao 5.º nível das NUTS adotadas pela UE.